# Josef Romano
Josef Romano (15. dubna 1940 – 5. září 1972), také známý jako Joseph Romano nebo Yossi Romano, byl izraelský vzpěrač, který v roce 1972 startoval na Letních olympijských hrách v Mnichově. Byl druhým z jedenácti členů izraelského týmu, kteří byli zabiti při Mnichovském masakru palestinskými členy Černého září. Devět let byl izraelským šampiónem ve vzpírání v lehké a střední váze.
Romano se narodil v italsko-židovské rodině v libyjském Benghází jako jedno z deseti dětí Larnata a Hierie Romanových. Když mu bylo šest let, Romano a jeho rodina podnikli aliju do britského mandátu Palestina (později Izraele) v roce 1946. Profesí byl interiérovým dekoratérem a se svou ženou Ilanou měl tři dcery. Žil v Herzliji. Romano bojoval v šestidenní válce v roce 1967.
Romano soutěžil ve vzpěračské soutěži střední váhy na olympijských hrách v roce 1972, ale nebyl schopen dokončit jeden ze svých zdvihů kvůli přetržené kolenní šlaše. 6. září měl odletět domů do Izraele, kde měl podstoupit operaci zraněného kolene.
V časných ranních hodinách 5. září 1972 členové Černého září vtrhli do izraelských čtvrtí olympijské vesnice. Poté, co zajali trenéry v prvním bytě a zranili trenéra zápasu Moše Weinberga na obličeji, donutili únosci Weinberga, aby je vedl k dalším potenciálním rukojmím v jiném bytě. Tam zajali šest zápasníků a vzpěračů, včetně Romana. Když byli sportovci vedeni zpět do bytu trenérů, Weinberg napadl únosce, což umožnilo zápasníkovi Gadu Tsobarimu uniknout, ale vyústilo ve Weinbergovo zastřelení. Jakmile se Romano dostal do bytu, zaútočil na vetřelce, pořezal Afifa Ahmeda Hamida do obličeje nožem a popadl jeho AK-47 předtím, než byl zastřelen. Podle zprávy zveřejněné v prosinci 2015 byl Romano předtím, než byl zabit, teroristy mučen. Teroristé mu před ostatními vězni uřízli genitálie. Romanova zkrvavená mrtvola byla celý den ponechána u nohou jeho spoluhráčů jako varování. Dalších devět izraelských sportovců bylo zabito během nepovedeného německého pokusu o záchranu později v noci.
Po smrti svého syna spáchala Romanova matka sebevraždu. O několik let později to udělal i jeho bratr.
Romana ztvárnil herec a producent Sam Feuer ve filmu Mnichov z roku 2005, který režíroval Steven Spielberg. Film vykresluje Romana, který má příležitost utéct oknem po zmatku způsobeném Weinbergem, ale váhá, když vidí nůž ležící na podlaze, a nakonec se místo toho rozhodne zaútočit na teroristy. Po zhlédnutí filmu Ilana Romano, vdova po Josefovi, řekla: „Nemáme s tím problém; Naopak, jsme rádi, že se lidem připomíná, co se stalo v Mnichově, takže se to už nikdy nebude opakovat.“
Ilana Romanová neúspěšně bojovala za minutu ticha na Letních olympijských hrách v roce 2012 na památku izraelských sportovců zavražděných před čtyřiceti lety. V roce 2014 však Mezinárodní olympijský výbor souhlasil s příspěvkem 250 000 amerických dolarů na památník zemřelého izraelského sportovce.